# Cattleya measuresii
Cattleya measuresii är en orkidéart som beskrevs av Heinrich Gustav Reichenbach. Cattleya measuresii ingår i släktet Cattleya och familjen orkidéer. Inga underarter finns listade i Catalogue of Life.